# Association Sportive de Monaco Football Club 1984-1985
Questa voce raccoglie le informazioni riguardanti l'Association Sportive de Monaco Football Club nelle competizioni ufficiali della stagione 1984-1985.

## Maglie e sponsor
Nelle partite di campionato, lo sponsor tecnico è Le Coq Sportif e quello ufficiale è Bally. Nelle gare di Coppa di Francia lo sponsor tecnico è Adidas, mentre quello ufficiale è Calberson.
| Manica sinistra · Manica sinistra · Maglietta · Maglietta · Manica destra · Manica destra · Pantaloncini · Calzettoni | Manica sinistra · Manica sinistra · Maglietta · Maglietta · Manica destra · Manica destra · Pantaloncini · Pantaloncini · Calzettoni |

## Calciomercato

### Sessione estiva
| Acquisti | Acquisti         | Acquisti  | Acquisti |
| R.       | Nome             | da        | Modalità |
| -------- | ---------------- | --------- | -------- |
| P        | Daniel Bernard   | Brest     |          |
| P        | Pascal Janin     | Gueugnon  |          |
| D        | Nenad Stojković  | Partizan  |          |
| C        | Carlos Lopez     | Dunkerque |          |
| A        | Philippe Anziani | Sochaux   |          |
| A        | Philippe Tibeuf  | Guingamp  |          |

| Cessioni | Cessioni             | Cessioni       | Cessioni |
| R.       | Nome                 | a              | Modalità |
| -------- | -------------------- | -------------- | -------- |
| P        | Pascal Janin         | Orléans        |          |
| D        | Thierry Ninot        | Rennes         |          |
| D        | Jacques Pérais       | Grenoble       |          |
| C        | Victor Da Silva      | Olympique Alès |          |
| C        | Patrick Delamontagne | Laval          |          |
| C        | Serge Recordier      | Rouen          |          |
| A        | Uwe Krause           | Sochaux        |          |

## Rosa
| N. |                       | Ruolo | Calciatore        |
| -- | --------------------- | ----- | ----------------- |
|    | Francia (bandiera)    | P     | Daniel Bernard    |
|    | Francia (bandiera)    | P     | Jean-Luc Ettori   |
|    | Francia (bandiera)    | P     | Pascal Janin      |
|    | Francia (bandiera)    | P     | Henri Stambouli   |
|    | Francia (bandiera)    | D     | Manuel Amoros     |
|    | Francia (bandiera)    | D     | Yvon Le Roux      |
|    | Algeria (bandiera)    | D     | Abdallah Liegeon  |
|    | Argentina (bandiera)  | D     | Juan Simón        |
|    | Jugoslavia (bandiera) | D     | Nenad Stojković   |
|    | Francia (bandiera)    | C     | Éric Benoît       |
|    | Francia (bandiera)    | C     | Dominique Bijotat |

| N. |                    | Ruolo | Calciatore        |
| -- | ------------------ | ----- | ----------------- |
|    | Francia (bandiera) | C     | Daniel Bravo      |
|    | Francia (bandiera) | C     | Frédéric Christen |
|    | Francia (bandiera) | C     | Bernard Genghini  |
|    | Francia (bandiera) | C     | Carlos Lopez      |
|    | Francia (bandiera) | C     | Serge Lopez       |
|    | Francia (bandiera) | C     | Claude Puel       |
|    | Francia (bandiera) | C     | Frédéric Zago     |
|    | Francia (bandiera) | A     | Philippe Anziani  |
|    | Francia (bandiera) | A     | Bruno Bellone     |
|    | Francia (bandiera) | A     | Guy Platto        |
|    | Francia (bandiera) | A     | Philippe Tibeuf   |

## Risultati

### Coppa UEFA
| Arbitro: | Soriano Aladrén |

|                  |           |                        |
| Genghini 8’, 19’ | Marcatori | 14’ Slavkov 16’ Markov |

| Arbitro: | Totat |

|                                 |           |            |
| Mladenov 7’ Zdravkov 13’ (rig.) | Marcatori | 75’ Tibeuf |